# Rodonit
Rodonit je minerál patřící do skupiny pyroxenoidů (látky velice podobné pyroxenům). Je typický svou narůžovělou barvou a vzhledem k již obtížnému nalezení je také poměrně vzácný. Extrémně vzácné jsou pak krystaly, které jsou růžovočervené a dorůstají do velikosti až 20 cm. Byl pojmenován v roce 1819 podle Christoph Friedrich Jasche z řeckého slova "ρόδον = růže", jenž poukazoval na jeho specifickou barvu.

## Vznik
Vznik metamorfní v horninách bohatých na Mn a v metasomaticky přeměněných sedimentech. Tyto horniny zahrnují hlavně skarny a mramory. Dále je možný výskyt na rudních žilách, taktéž velice bohatých Mn, často doprovázen spessartinem a oxidy Mn.

## Vlastnosti
Rodonit je typický právě svou barvou a vysokým obsahem manganu. Je středně odolný vůči alteracím a dá se velice dobře indikovat při zkoušce za zvýšené teploty. Snadno se totiž taví a vzniká sklovitá substance, která může být zbarvena. Často dochází k jevu tzv. bodové deformace krystalu a to izomorfní příměsí, kde jsou substituovány atomy Mn za atomy Ca, Mg a Fe, které mohou způsobit mnohdy tmavší až nahnědlé zbarvení rodonitu. 

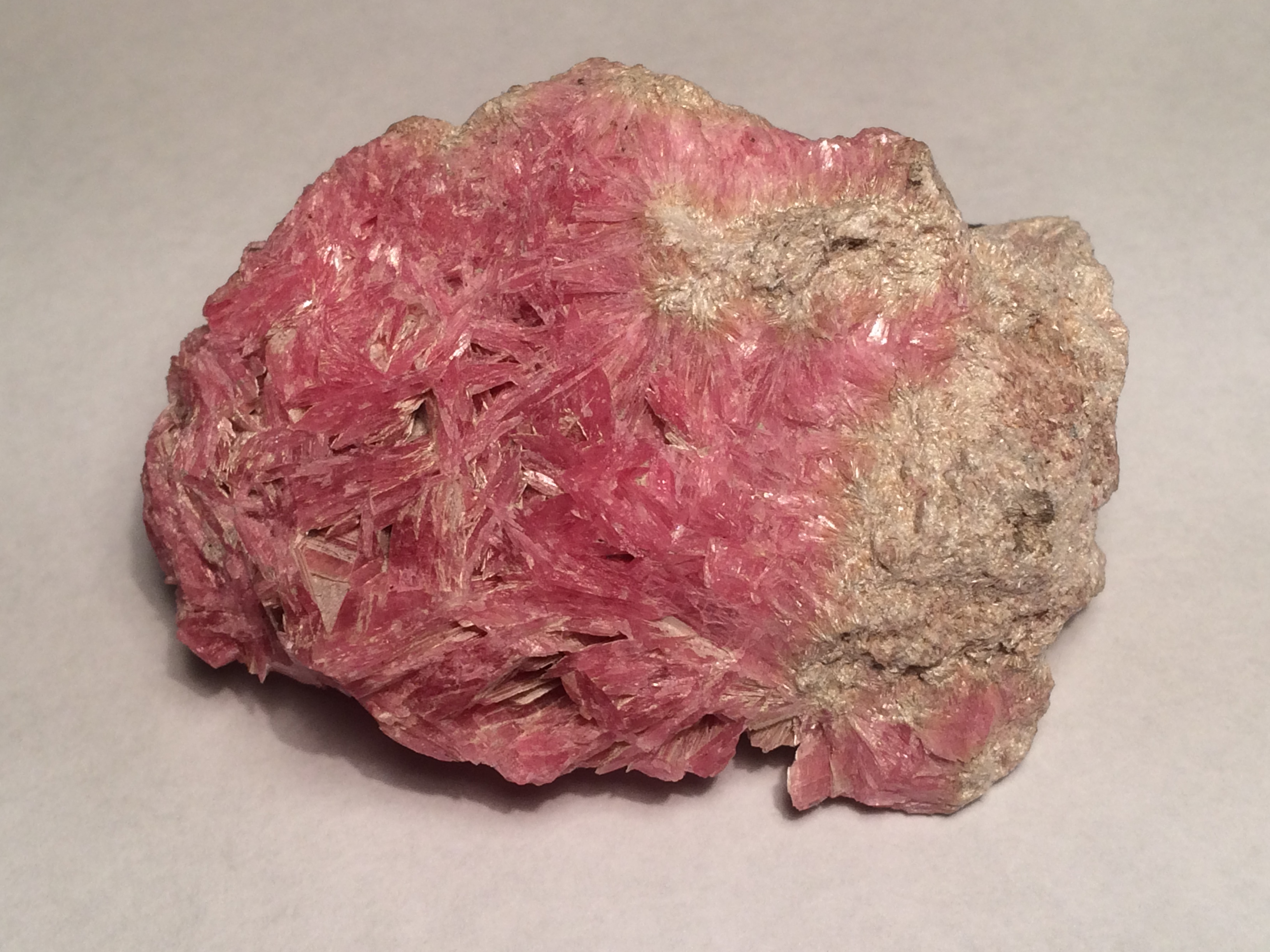
Rodonit, lokalita San Martin mine, Chiurucu, Peru

## Využití
Rodonit se brousí jako drahý kámen.

## Výskyt
- Franklin (New Jersey), USA (až 20 cm dokonale vyvinuté, velké krystaly)
- Broken Hill, N. J. Wales, Austrálie
- Långban, Švédsko (zrnité agregáty)